# Intent de cop d'estat a la República Democràtica del Congo de 2024
El 19 de maig de 2024 es va produir un intent de cop d'estat a la República Democràtica del Congo. Apuntat al president Félix Tshisekedi i al seu ministre d'economia Vital Kamerhe, va ser frustrat ràpidament per les forces de seguretat del país. L'intent es va atribuir a les forces lleials al polític opositor Christian Malanga, el líder autoexiliat del Partit Congolès Unit.

## Rerefons
El president Félix Tshisekedi va ser reelegit president al desembre de 2023, després d'unes eleccions caòtiques que els grups de l'oposició van dir que no tenien legitimitat.
L'intent de cop d'estat es va produir enmig d'una crisi política que va afectar el partit governant de Tshisekedi. La crisi va girar al voltant d'unes eleccions per a la direcció del parlament, inicialment programades per al 18 de maig de 2024, però posteriorment ajornades. Un dels polítics objectiu era un aliat de Tshisekedi, el ministre d'economia Vital Kamerhe,que es presentava a la presidència de l'Assemblea Nacional.

## Esdeveniments
Es van enregistrar enfrontaments a la capital, Kinshasa, a primera hora del 19 de maig, aproximadament a les 04:30. Es van informar d'enfrontaments entre homes amb uniforme militar i les forces de seguretat prop del Palau del Poble, la seu del senat congolès, on els agressors van aconseguir entrar-hi. Vint més van atacar la residència de Vital Kamerhe al conegut com Tshatshi Boulevard al barri de Gombe, però van ser frustrats pels seus guàrdies de seguretat. També s'han registrat trets prop del Palau de la Nació, la residència oficial dels presidents de la RDC. Van ser detinguts diversos estrangers i presumptes conspiradors. Es va informar que alguns d'ells posseïen passaports nord-americans i canadencs.
Els atacants van mostrar una bandera de Zaire i haurien dit que volien "canviar les coses en la gestió de la República". També se'ls va sentir cridant 'Tshisekedi fora!' durant l'intent.
L'exèrcit congolès es va desplegar posteriorment, fins i tot utilitzant vehicles blindats, a Kinshasa. Es van instal·lar bloquejos de carreteres prop del Palau del Poble i d'altres parts de la capital.

## Víctimes
Dos policies i un colpista van morir durant l'intent de cop d'estat. Diverses persones van resultar ferides després que un obus disparat des de Kinshasa travessés el riu Congo i aterrés a un barri de Brazzaville, la capital veïna de la República del Congo.

## Investigació
Els informes inicials van dir que els atacants eren membres de l'exèrcit congolès abans que es descobrís que estaven vinculats a Christian Malanga, el líder autoexiliat de l'oposició Partit Congolès Unit. Posteriorment, Malanga va aparèixer en un vídeo en directe envoltat d'homes amb uniformes militars i va dir "Felix, estàs fora. Anem a buscar-te", referint-se al president legítim. Un portaveu de l'exèrcit va dir més tard que Malanga va ser assassinat durant els combats al Palau de la Nació, mentre que el seu fill, que tenia la ciutadania nord-americana, també va ser identificat com a autor juntament amb altres dos ciutadans nord-americans.

## Reaccions
L'exèrcit va declarar que l'intent estava "frustrat" i "sota control". L'ambaixada dels Estats Units va emetre advertències de precaució després dels enfrontaments, amb l'ambaixadora Lucy Tamlyn dient que estaven cooperant amb les autoritats congoleses en la investigació i es va comprometre a "responsabilitzar qualsevol ciutadà nord-americà implicat". L'ambaixada francesa va advertir els seus ciutadans de no viatjar a Gombe.